# バイパーフェイズ1
『バイパーフェイズ1』（VIPER PHASE 1、バイパーフェイズワン）はセイブ開発が開発し、1995年6月に発売された業務用ビデオゲーム。地球防衛軍と他惑星の巨大宇宙空母の攻防を描く、2人同時プレイが可能な縦スクロールシューティングゲームである。
32ビットCPUを採用したセイブ開発のシステム基板「SPIシステム」第1弾ソフトとして発売された。販売元は日本システム。

## 概要
全8ステージ構成で2人同時プレイ可能。セイブ開発の新ゲーム基板であるSPIシステムを使用しており、スプライトによる緻密なグラフィックや爆発演出を特徴としている。BGM作曲は佐藤豪。ゲームスタイルや操作方法などは『雷電』のシステムとほぼ同じであるが、全編宇宙空間での戦闘、ノーマルショットに加えて時限性のサブウェポンシステムを導入、勲章による稼ぎシステムの強化などの要素で『雷電』との差別化が図られている。
しかし、OLDバージョンと呼ばれる発売初期のバージョンは難易度の高さから多くのプレイヤーに受け入れられなかった。発売3ヶ月後、サブウェポンの永続化など、より『雷電』に歩み寄ったNEWバージョンと呼ばれる調整版が登場した。第9回ゲーメスト大賞におけるベストシューティング賞第7位。
家庭用への移植は一切行われていなかったが、アーケードアーカイブスの1作品としてPlayStation 4とNintendo Switchで2024年12月12日に配信された。

## ストーリー
地球人類が第二の地球を求め大規模な宇宙移民計画を始め、それから長い年月が経った宇宙暦2050年。様々な星系に住まうようになった人類は独自の文化や科学の発展をしていったが、同時に対立をも始め、星系間での大規模な戦争が次々と引き起こされていった。その戦火は地球にも及び、地球を遥かに凌駕する科学力を持った他星系からの反乱軍が宇宙空母率いる大規模な軍団を地球軌道上に接近させ、無条件降伏を要求した。これに対し地球防衛軍は「敵空母に侵入しデータを収集、敵新型戦闘機を奪取した後、新型戦闘機を用いて空母を破壊」という極秘作戦・コードネーム「VIPER PHASE1」を発動させた。

## ゲームシステム
OLDバージョンとNEWバージョンで若干異なる所があるが、基本は両者とも同じである。

### 操作方法
8方向レバーと2ボタン（ショット、ボンバー）で自機を操作する。ショットにはメインウェポンとサブウェポン（全4種類）が存在し、ショットボタンでメインウェポンとサブウェポンを同時に発射する。

### アイテム
パワーアップアイテムやボンバーアイテムは、特定のアイテムキャリアを破壊すると出現する。
パワーアップアイテム
- P

自機のメインウェポンとサブウェポンを1段階強化する。最大4段階までパワーアップ可能。最高段階時に「P」アイテムを取得すると1,000点のボーナス。
- W（赤）：サブウェポン

「ワイド」を装備。
自機の前方広範囲へ扇状にショットを発射する。パワーアップでショットの発射範囲が拡大する。弾1発当りの威力は弱いが、敵機に張り付いて全弾当てることで驚異的な攻撃力を発揮する。
- L（青）：サブウェポン

「レーザー」を装備。
自機の正面へレーザーを射出する。有効範囲が狭いものの、威力が強い。パワーアップするとレーザーの太さが増大する。固い敵機相手に有効な装備。
- M（黄）：サブウェポン

「ミサイル」を装備。
自機の前方広範囲へミサイルを射出する。ミサイルの進行速度は遅いが敵機に当ると爆発し、大ダメージを与える。パワーアップで弾数が増加するほか、爆風も大きくなる。
- N（緑）：サブウェポン

「ナパーム」を装備。
自機の両翼から正面に直進するミサイルを発射する。敵機に当ると炸裂し、集中的にダメージを与えることができるため、威力が高い。パワーアップによりミサイル1発から発生する爆風の数が増加し、より広範囲へ爆風を広げることができるようになる。
サブウェポンはそれぞれ併用することはできず、4つの中から1つを選択してゲームを進めていくことになる。また、NEWバージョンの場合に限り、装備中のサブウェポンと同じサブウェポンアイテムを取得すると1,000点のボーナスが獲得できる。
ボンバーアイテム
- B

ボンバーの弾数を1つ追加する。最大7個までストックする事ができる。最大数所持中に取得した場合は1,000点のボーナス。また、ステージクリア時のボーナスにてボンバーの残数が倍率を掛ける要素になっている。
ボーナスアイテム
- 勲章

特定の地上物とボーナスポッドから出現。地上に配置されている「地上勲章」と空中に浮き徐々に画面下部に落ちていく「空中勲章」と性質が2通りある。また勲章には「小」「大」「特大」の3種類あり、それぞれ500点、1,000点、30,000点となっている。なお、地上に配置されている勲章は一定間隔で光り、この光った瞬間に取得すると、それぞれ2,000点、3,000点、100,000点となる。この中でも特大勲章はステージ1とステージ8にのみ存在し、また出現させる為には条件が必要で、非常にレアな存在となっている。その他、ボンバーと同じようにステージクリア時に取得個数がボーナスの倍率に影響する。

### ステージクリア時のボーナス
各ステージクリア時、敵機撃墜数（1機につき10点）、ボンバー残数（1個につき300点）、勲章取得数（1個につき100点）の合計点にそのステージでの敵機撃墜率に応じた倍率が加算され、クリアボーナスとして加算される。
- 撃墜率ボーナス

| 撃墜率  | 1人プレイ時の倍率 | 2人同時プレイ時の倍率 |
| ------- | ----------------- | --------------------- |
| 100％   | 100倍             | 50倍                  |
| 99％    | 50倍              | 40倍                  |
| 95～98% | 40倍              | 40倍                  |
| 90～94% | 30倍              | 30倍                  |
| 80～89% | 20倍              | 20倍                  |
| 79%以下 | 10倍              | 10倍                  |

（例）…そのステージで敵機200機撃墜、ボム3個残し、勲章60個取得して撃墜率97%（倍率40倍）でクリアした場合（（200×10）+（3×300）+（100×60））×40で356000点がクリアボーナスとなる。
- 全ステージクリア時のボーナス

全ステージクリア時には100万点のオールクリアボーナスと総敵撃墜数×100点、総勲章獲得数×1000点に加え、ボム使用回数（ノーボムだと50万点。少ないほど高得点）、ミスの回数（ノーミスだと50万点。少ないほど高得点）に応じたボーナスが加算される。

## OLDバージョンとNEWバージョンの違い
本作には、最初に出た「OLDバージョン」、後に出た「NEWバージョン」の2つのバージョンが存在する。NEWバージョンはOLDバージョンを調整し直し、非常に大胆な調整を行なっており、一部には「全く別のゲーム」とまで言われている。なお、難易度的にはNEWバージョンの方がある程度易しくなっている。この背景には、OLDバージョンのシステムでは難易度が高すぎて思うように受け入れられず、インカム率の低下が深刻でゲームセンターから本作が消えてしまうのを防止するためと言われている。OLDバージョンがリリースされたのが1995年5月、NEWバージョンは同年8月と、OLDバージョンからわずか3ヶ月後というかなりの短期間で販売に踏み切っている。これにより、NEWバージョンがリリースされた後OLDバージョンは瞬く間に消えていった。
このOLDバージョンとNEWバージョンを見分ける方法としては、NEWバージョンはタイトルに「<<<NEW VERSION>>>」と書かれている事と、ゲーム画面のサブウェポンゲージがOLDバージョンのみ存在する、というものがある。

### バージョンアップによる主な変更点
- OLDバージョンでは使用回数に制限があり、制限を越えると消滅していたサブウェポンが、無制限で使えるようになった。
- OLDバージョンには非常に少ない数しか出現しなかったボーナスポッドの出現数が増加した。
- ボンバーの発射から爆発までのタイムラグが若干縮んだ。
- ショット連射機能が追加された。

## その他
- 本作の自機は、1P（赤）機体は「ジャッジスピア」、2P（青）機体は「ブルージャベリン」という名称で『ライデンファイターズ』シリーズの自機として参戦している。ちなみに本作がリリースされた時には、「VP1」という機体名で呼ばれていた。
- ボーナスポッドを破壊すると、通常は5つの空中勲章が出現するが、出現後しばらく放置し画面上方向へ向かい始めてから攻撃すると出現する勲章の数が倍の10個となる。スコアアタックには欠かせない要素である。
- プレイステーション版の『雷電DX』には、本作のBGMが収録されており、オプションでゲーム中のBGMとして使用することが可能になっている。なお、本作とは音源が違うため、多少アレンジが掛かっているように聞こえる。
- 株式会社INHから、本作のBGMを収録したサウンドトラックCDと、トップスコアラーによるプレイ動画を収めたDVDのセットが販売されている。
- 海外版には2周目が存在し、8面をクリアするとエンディングにならずに2面まで戻される。

## 移植版
| No. | タイトル          | 発売日         | 対応機種                      | 開発元               | 発売元     | メディア                                | 備考                               |
| --- | ----------------- | -------------- | ----------------------------- | -------------------- | ---------- | --------------------------------------- | ---------------------------------- |
| 1   | バイパーフェイズ1 | 2024年12月12日 | PlayStation 4 Nintendo Switch | ハムスター(移植担当) | ハムスター | ダウンロード （アーケードアーカイブス） | OLDバージョン、NEWバージョンを収録 |

アーケードアーカイブス版
家庭用初移植。OLDバージョン、NEWバージョンを収録。「こだわり設定」にて1P側コントローラーで2P側の機体を使用する事が可能。PlayStation 4版は不具合により配信後しばらくはPlayStation 5からは購入できない状態であったが、2025年2月5日より購入可能となった。

## 評価
ゲーム誌『ゲーメスト』の企画「第9回ゲーメスト大賞」（1995年度）で、読者投票によりベストシューティング賞7位、年間ヒットゲーム31位を獲得している。